# Rassemblement pour la démocratie et le changement
Le Rassemblement pour la démocratie et le changement (RDC) est un parti politique sénégalais, dont le leader Samba Laobé Diop est décédé le 4 novembre 2012.

## Histoire
Créé officiellement le 26 octobre 1994, il semble dorénavant inactif.

## Orientation
Les objectifs explicites du RDC sont « le rassemblement autour de nobles idéaux ; l’éducation politique des masses dans le cadre de ses idéaux strictement républicains, dans celui de la légitimité et de la noblesse de ses combats qui fait siennes les dispositions constitutionnelles, les exigences de la démocratie et de la souveraineté nationale ; la conquête du pouvoir en ses divers niveaux ».

## Symboles
Sa couleur est le jaune citron, son drapeau comporte un rameau de dix feuilles.

## Organisation
Le siège du parti se trouve à Thiès.